# Stefania Staszewska
Stefania Staszewska, z domu Szochur (jid. סטעפאַניע סטאַשעווסקאַ; ur. 1 października 1923 w Warszawie, zm. 30 września 2004 tamże) – polska aktorka teatralna i filmowa żydowskiego pochodzenia. Od 1971 do śmierci aktorka Teatru Żydowskiego w Warszawie.

## Życiorys
Urodziła się w Warszawie w rodzinie żydowskiej. Ojciec Samuel Szochur był pracownikiem najemnym w sklepie z tekstyliami przy ul. Gęsiej. Szochurowie mieszkali przy ul. Szczęśliwej 11. Uczęszczała do Gimnazjum Kaleckiej przy ul. Nowolipki.
Podczas II wojny światowej przebywała w getcie warszawskim. Działała w konspiracji, organizowała koncerty, przedstawienia dziecięce, a także organizowała tajne nauczanie wśród małych dzieci, ucząc je m.in. piosenek i wierszy. W czasie wielkiej akcji deportacyjnej do obozu zagłady w Treblince straciła matkę. Od 1942 pracowała w szopie Toebbensa przy ul. Leszno 42. Działała w ruchu oporu – była członkinią Żydowskiej Organizacji Bojowej.
W kwietniu 1943, po wybuchu powstania w getcie warszawskim, trafiła na Umschlagplatz i została wywieziona do obozu pracy w Poniatowej. Tam kontynuowała działalność artystyczną. Po pewnym czasie uciekła z obozu i przedostała się do Warszawy. Do wyzwolenia Warszawy ukrywała się na Boernerowie pracując jako pomoc domowa u Marii Parnowskiej pod fałszywym nazwiskiem Zofii Bartoszewskiej. Następnie wyjechała na Podhale, gdzie została zatrudniona w domu dziecka w Poroninie, najpierw jako kucharka, a potem jako wychowawczyni.
Po zakończeniu wojny była uczennicą Janusza Strachockiego. Do 1971 występowała kolejno w warszawskich teatrach: Dzieci Warszawy, Nowej Warszawy, Młodej Warszawy, Klasycznym i Rozmaitości. W 1971 związała się z Państwowym Teatrem Żydowskim im. Ester Rachel Kamińskiej, gdzie formalnie występowała do 1978. Po tym roku aż do śmierci współpracowała z teatrem bardzo aktywnie. 
Po 1946 opublikowała wiele fragmentów swoich wspomnień na łamach „Fołks Sztyme”.
Po śmierci, zgodnie z jej ostatnią wolą, jej ciało zostało skremowane, a prochy rozsypane nad terenem obozu w Treblince.

## Kariera
| Teatr Żydowski w Warszawie - 2004: Między dniem a nocą - 1999: Joszke Muzykant - 1997: Ballada o brunatnym teatrze - 1995: Uriel Akosta - 1994: Swat w zielonym szaliku - 1993: My Żydzi polscy - 1990: Dybuk - 1990: Ballada o ślubnym welonie - 1986: Pieśń o zamordowanym... - 1985: Wielka wygrana - 1984: Sen o Goldfadenie - 1981: Poszukiwacze złota - 1980: Jakub i Ezaw - 1978: Planeta Ro - 1977: W noc zimową - 1977: Spadkobiercy - 1976: Dwaj Kunie-Lemł - 1976: Bóg, człowiek i diabeł - 1976: Zmierzch - 1975: Dzban pełen słońca - 1973: Dybuk - 1972: Było niegdyś miasteczko - 1972: Wielka wygrana Teatr Rozmaitości w Warszawie - 1963: Iwanow - 1961: Mój przyjaciel Kola Teatr Klasyczny w Warszawie - 1960: O burmistrzu co zawsze miał... - 1959: O krasnoludkach i o sierotce - 1958: Drzewa umierają stojąc - 1958: Bolesław Śmiały. Skałka - 1958: Umówiony dzień - 1957: Poskromienie złośnicy Teatr Młodej Warszawy - 1956: Dzikie łabędzie Teatr Nowej Warszawy - 1953: Magazyn Małgorzaty Charette - 1952: Młodość ojców - 1952: O grajku i królewnie żabie - 1951: Osiem lalek i jeden miś - 1950: Zaczyna się Nowy Rok - 1950: O krasnoludkach i sierotce Teatr Dzieci Warszawy - 1949: O Basi beksie - 1948: Budowali most - 1947: Na jagody | - 1994: Wenn alle Deutschen schlafen - 1991: Jeszcze tylko ten las - 1985: War and love - 1982: Hotel Polan und seine Gäste - 1982: Austeria - 1981: Zwei Freunde in Preußen - 1980: Levins Muhle - 1979: Die Schmuggler von Rajgorod - 1979: Komedianci - 1979: Gwiazdy na dachu - 1979: Dybuk |

## Ordery i odznaczenia
- Krzyż Oficerski Orderu Odrodzenia Polski (1985)
- Medal 10-lecia Polski Ludowej (19 stycznia 1955)[3]